# Туисто
Према Тацитовој Германији (98. АД), Туисто (или Туиско) је легендарни божански предак германских народа. Ова фигура остаје предмет неких научних дискусија, углавном фокусираних на етимолошке везе и поређења са ликовима у каснијој (посебно нордијској) германској митологији.

## Етимологија
Корпус рукописа Германиа садржи две основне варијанте читања имена. Најчешћи, Туисто, обично се повезује са протогерманским кореном *тваи – „два“ и његовом изведеницом *твис – „двапут“ или „удвостручено“, чиме Туисту даје језгро које значи „двоструко“. Свака претпоставка о родном закључивању је у потпуности нагађана, пошто су корени твиа / твис такође корени било ког броја других појмова / речи у германским језицима. Узмимо на пример германски „твист“, који у свим осим у Енглезима има примарно значење „спор/конфликт“.
Друга варијанта имена, која се првобитно појављује у рукопису Е, гласи Туисцо/Tuisco.
Једна предложена етимологија за ову варијанту реконструише протогерманско *тивиско и повезује га са протогерманским * Тиваз, дајући значење „син Тиуа“. Ово тумачење би тако учинило Туиска сином бога неба (праиндоевропски *Dyeus) и богиње земље.

### Туисто, Твастар и Имир
Предложене су везе између фигуре Туиста из 1. века и хермафродитског првобитног бића Имира у каснијој нордијској митологији, потврђене у изворима из 13. века, на основу етимолошке и функционалне сличности. Мејер (1907) види везу као толико јаку да сматра да су ове две идентичне. Линдов (2001), иако има на уму могућу семантичку везу између Туиста и Имира, примећује суштинску функционалну разлику: док је Имир приказан као „у суштини… негативна фигура” – Туисто је описан као „прослављен” (слављеник) од стране раних германских народа у песми, при чему Тацит није известио ништа негативно о Туисту.
Јакоб (2005) покушава да успостави генеалошку везу између Туиста и Имира на основу етимологије и поређења са ведском индијском митологијом: како се каже да је Твастр, преко своје ћерке Саранју и њеног мужа Вивасвана, био деда близанаца Јаме и Јами ., тако да Јаков тврди да је германски Туисто (претпостављајући везу са Твастром) првобитно морао бити Имиров деда (сродан Јами). Иначе, индијска митологија такође именује Мануа (сродног германском Манусу), ведског родоначелника човечанства, као сина Вивасвана, чиме је постао брат Јаме/Имира.
Тацит наводи да су „древне песме“ (лат . carminibus antiquis) германских народа славиле Туиста као „бога, рођеног од земље“ (deum terra editum). Ове песме су му даље приписивале сина Мануса, који је заузврат имао три сина, чији су потомци називани Ингаевонес, Херминонес и Истаевонес, који су живели близу океана (proximi Oceano), у унутрашњости (medii) и преостали делови (ceteri) географског региона Германије.

## Теорије и тумачења
Тацитов извештај директно спада у етнографску традицију класичног света, који је често спајао антропогонију, етногонију и теогонију заједно у синтетичку целину. Сукцесија паралела отац-син-три сина јавља се и у германским и у негерманским индоевропским областима. Теоретизовано је да су суштинске карактеристике мита на крају настале у праиндоевропском друштву око 2.000. п. н. е.
Према Ривесу (1999), Тацит је користио чињеницу да су древни германски народи тврдили да потичу од бога рођеног на земљи да подржи своју тврдњу да су они аутохтоно становништво: латинска реч indigena се често користила у истом смислу као и Грчки аутохтонос, што дословно значи '[рођен из] саме земље'. Линдауер (1975) примећује да, иако ову тврдњу треба оценити као тврдњу из простог непознавања чињеница од стране Тацита, он није у потпуности погрешио, јер је донео суд на основу поређења са релативно турбулентним Медитераном. регион његовог дана.

## Каснији утицај
Године 1498., монах по имену Анио да Витербо објавио је фрагменте познате као „Псеудо-Беросус“, који се сада сматрају фалсификатом, тврдећи да су вавилонски записи показали да је Туискон или Туисто, четврти Нојев син, био први владар Скитије и Немачке. након расејања народа, при чему га је наследио његов син Ман као други краљ. Каснији историчари (као што је Јоханес Авентинус) успео је да пружи бројне додатне детаље, укључујући тврдњу Џејмса Андерсона да је овај Туискон у ствари нико други до библијски Ашкеназ, Гомеров син.